# Geofyt

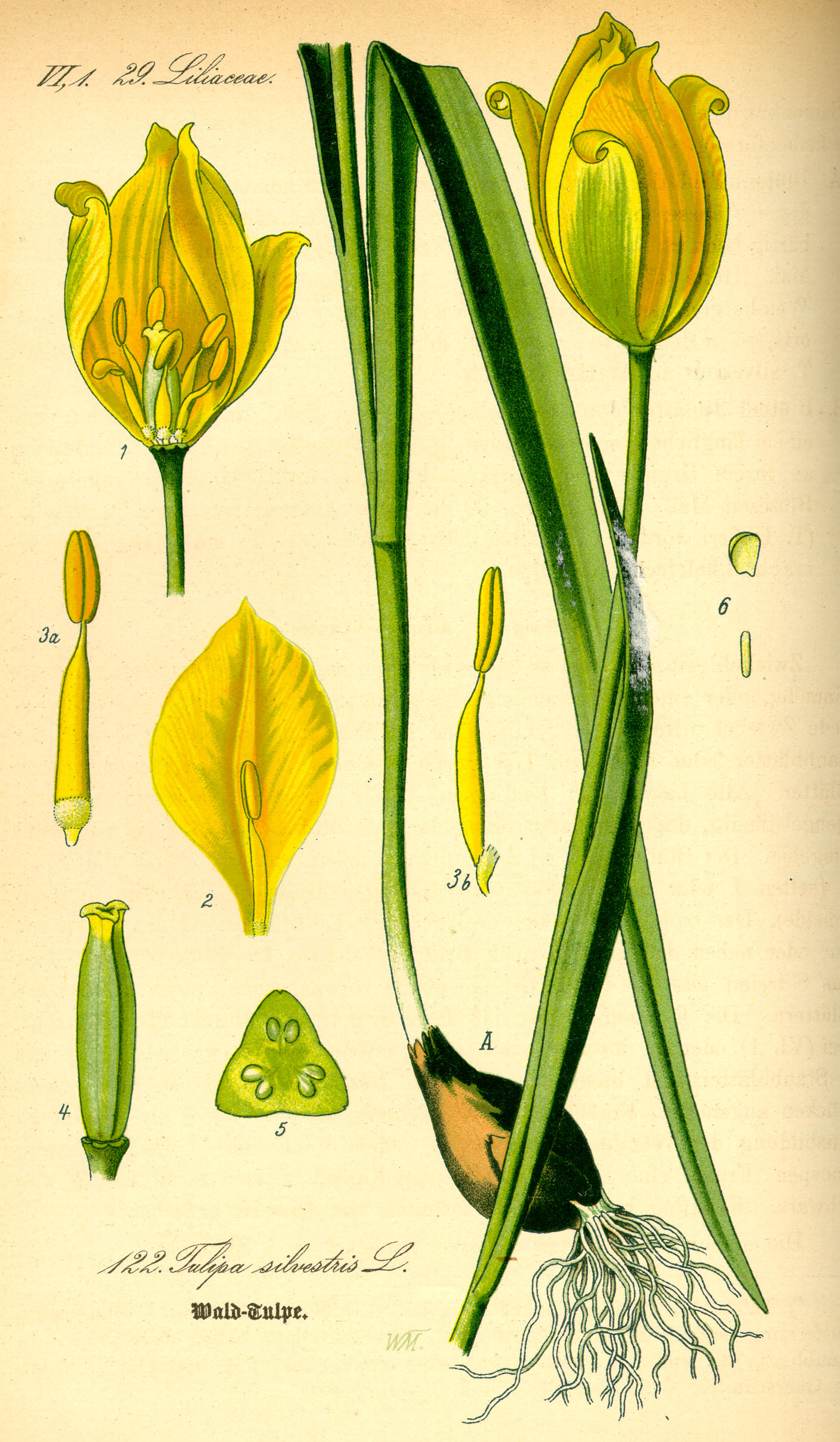
Bostulp (Tulipa sylvestris), een geofyt die overwintert met bollen

Geofyt of kryptofyt is een levensvorm van terrestrische tweejarige of vaste plant waarvan enkel de ondergrondse delen een ongunstige periode, zoals een winter, hete zomer of periode met schaduw, overleven. De term geofyt wordt gebruikt in de vegetatiekunde.
Deze plant heeft meestal aanpassingen ondergaan om voedselreserves op te slaan, niet alleen om ongunstige perioden te overleven maar ook om het volgende voorjaar een nieuwe bloeistengel te kunnen vormen. Vaak zijn de plantwortels omgevormd tot wortelknollen, zoals bij koolraap en vele orchideeen, of de ondergrondse stengels tot bollen, zoals bij bolgewassen als de tulp of tot wortelstokken, zoals bij kweek.
Zo zijn bijvoorbeeld gewoon speenkruid (knolletjes) en bosanemoon (wortelstokken) alleen in het vroege voorjaar bovengronds te zien, omdat er dan nog geen of weinig schaduw is van andere planten. Ze worden wel voorjaarsgeofyten of ephemeroïden genoemd.
De meeste overblijvende kruidachtigen die leven in een gematigd klimaat zijn geofyten. Zij hebben de knoppen onder de grond. Andere zijn hemikryptofyt zij overleven met knoppen op of iets onder de grond.